# Музей Хорхе Отейсы
Музей Хорхе Отейсы (исп. Fundación Museo Jorge Oteiza) — музей на улице Калье де ла Куэста в деревне Альсуса в Наварре, в Испании, экспозиция которого посвящена жизни и творчеству испанского скульптора Хорхе Отейсы (1908—2003). Музей был основан 8 мая 2003 года для размещения работ, переданных скульптором государству в 1992 году. Финансируется правительством автономного сообщества Наварра.

## История
Музей был основан спустя месяц после смерти Хорхе Отейсы. Здание в девяти километрах на восток от города Памплона — столицы автономного сообщества Наварра было построено по проекту испанского архитектора Франсиско Хавьера Саэнса де Оисы. Музей был открыт для посетителей 30 марта 2007 года.

## Экспозиция
Музейный комплекс включает три здания, в которых жил и работал скульптор: «Лаборатория», с экспозицией, посвященной его творчеству, «Дом», где хранятся личные вещи скульптора, и «Мастерская», где сегодня проходят мастер-классы. На верхнем этаже музея находятся библиотека с 5000 книг и личный архив Хорхе Отейсы, включающий различные документы, фотографии и переписку.
В собраниях музея хранятся 1690 скульптур Хорхе Отейсы, в том числе его скетчи и коллажи. Наиболее значительными работами скульптора в музейной коллекции являются 2000 экспонатов его творческой лаборатории, сгруппированные в два отдела — работы «Экспериментальной лаборатории» 1950-х годов и «Лаборатории мела» 1972 года.